# Zögersbach (Gemeinde Lilienfeld)
Zögersbach ist eine Ortschaft und Katastralgemeinde im Bezirk Lilienfeld in Niederösterreich. Am 1. Jänner 2024 hatte die Ortschaft 46 Einwohner.

## Lage
Die Ortschaft liegt südwestlich von Schrambach, eine Katastralgemeinde in der Gemeinde Lilienfeld. Die Meereshöhe liegt bei 433 m ü. A.